# Karl Morré
Karl Morré, auch: Karl Morre, (* 8. November 1832 in Klagenfurt; † 21. Februar 1897 in Graz) war österreichischer Volksdichter, Dramatiker und Reichsratsabgeordneter.

Karl Morré (um 1880)

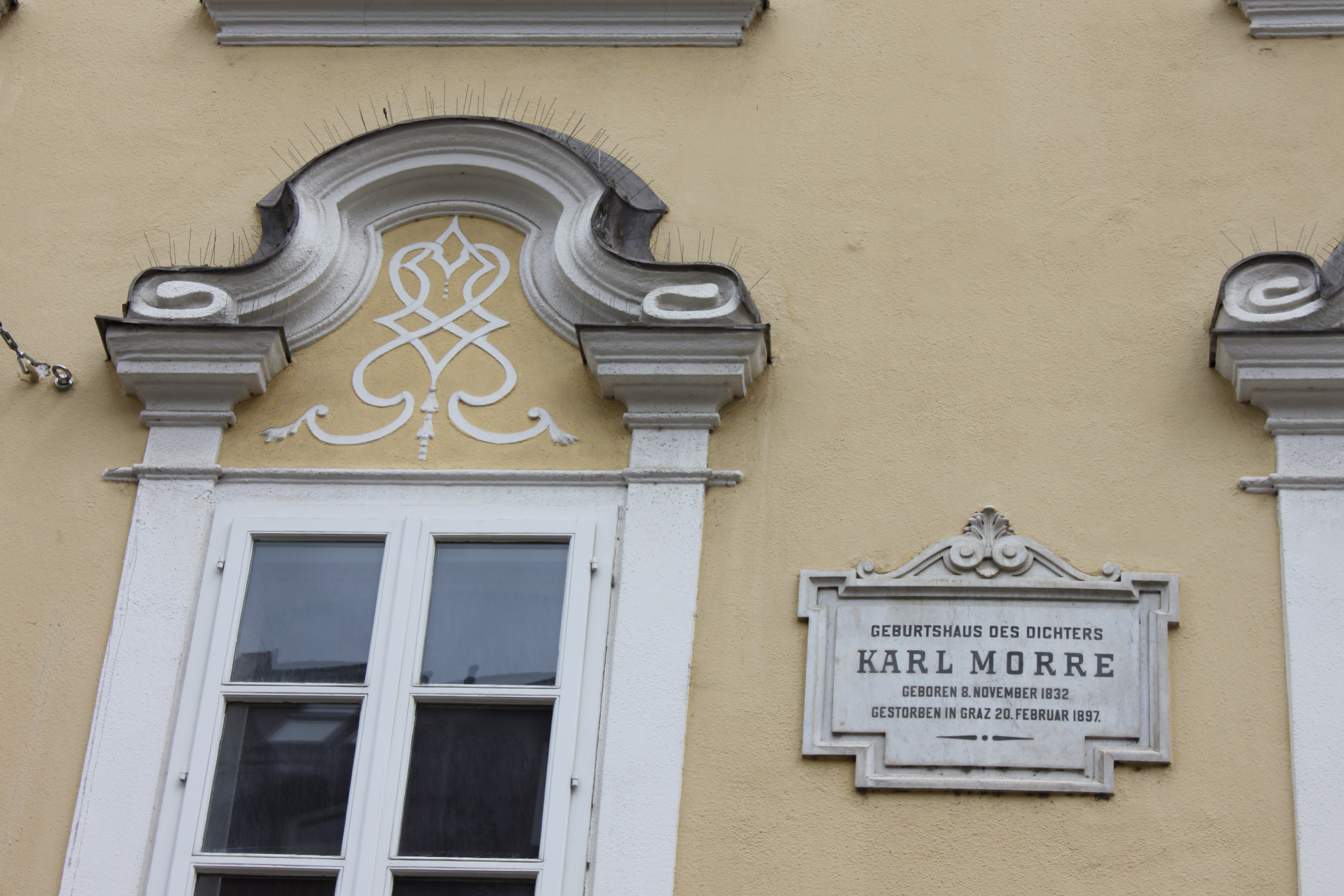
Gedenktafel am Geburtshaus in Klagenfurt, Alter Platz 4

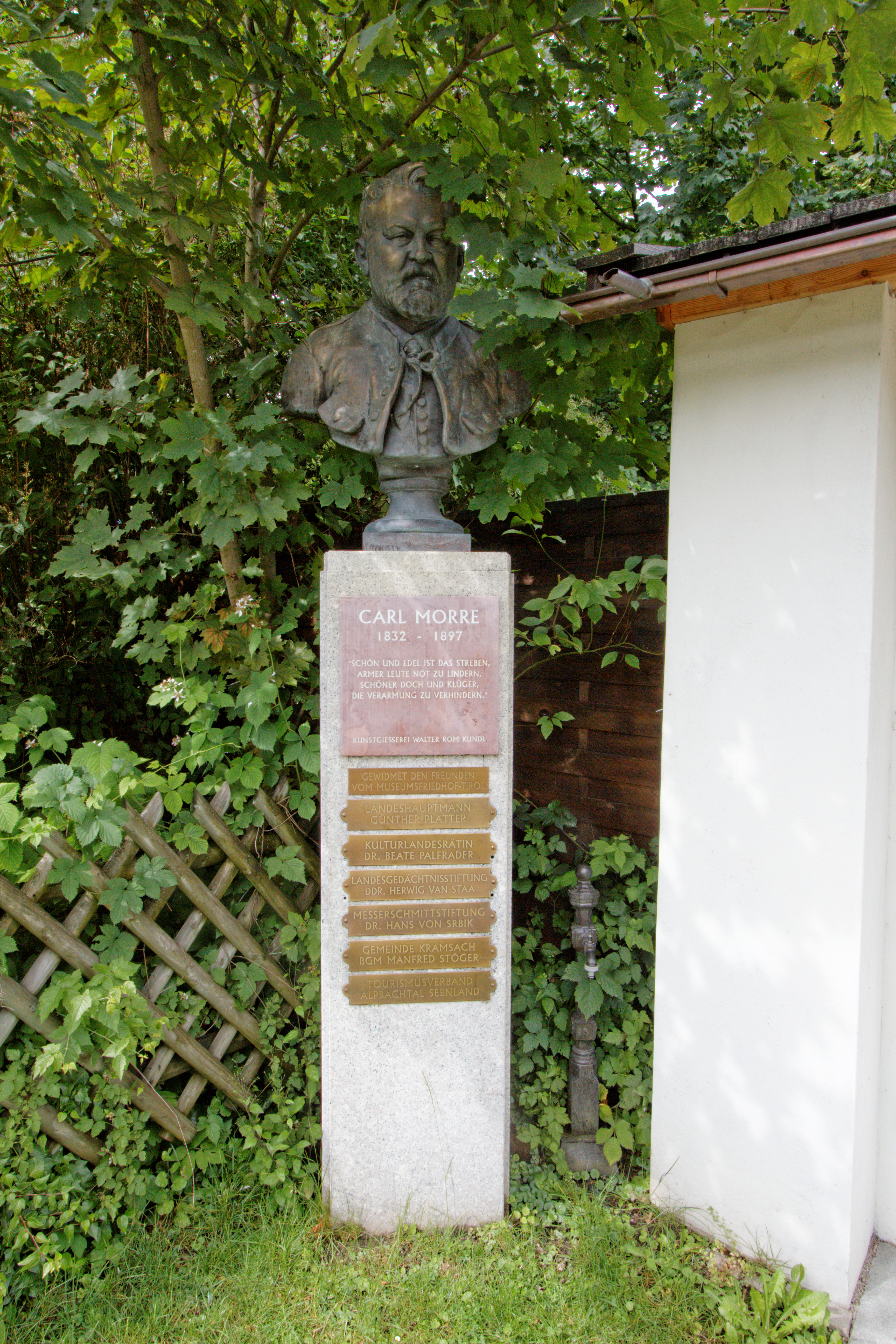
Denkmal Museumsfriedhof (Kramsach)

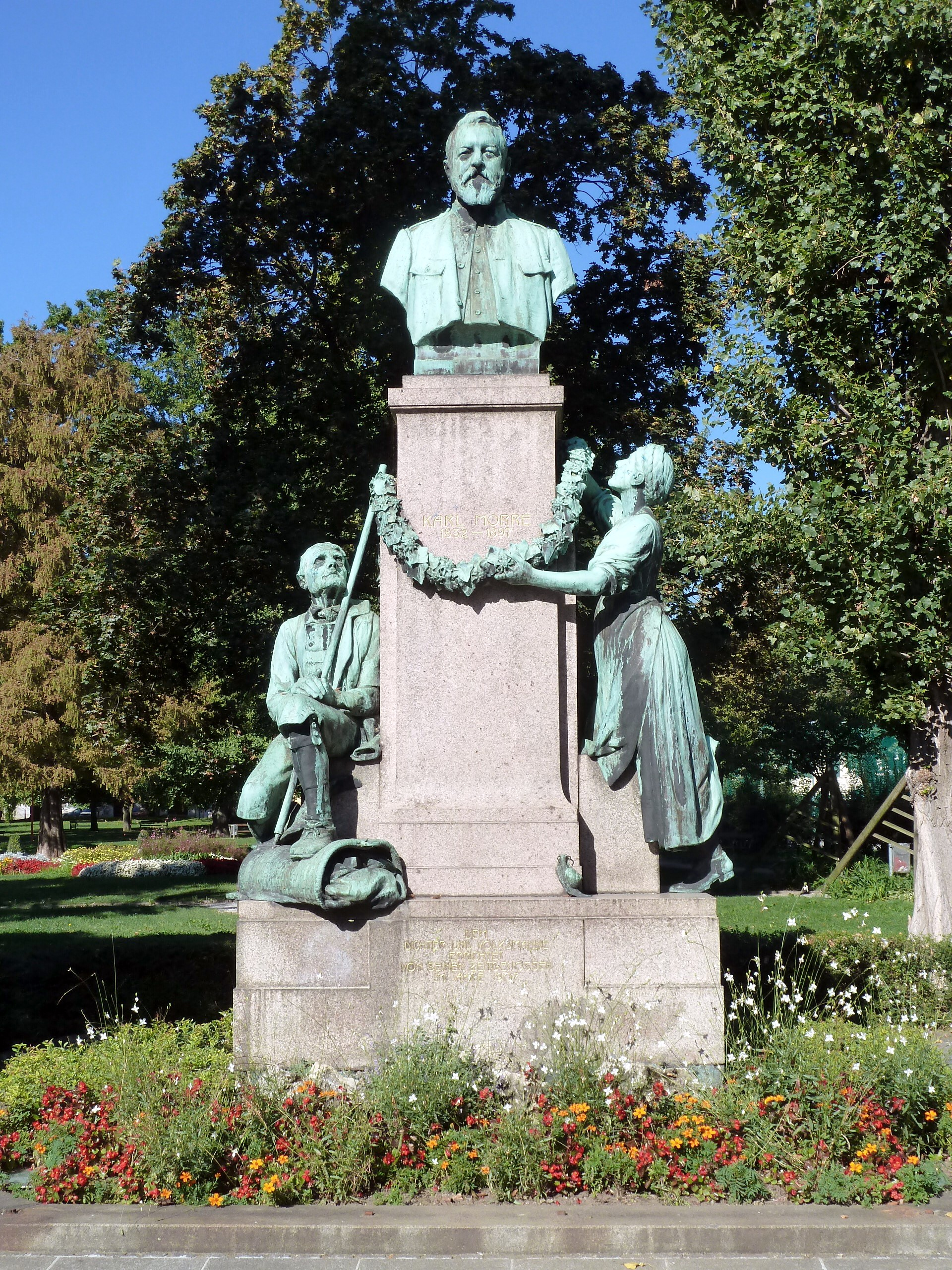
Denkmal im Volksgarten, Graz mit Figuren aus dem Stück ‘s Nullerl

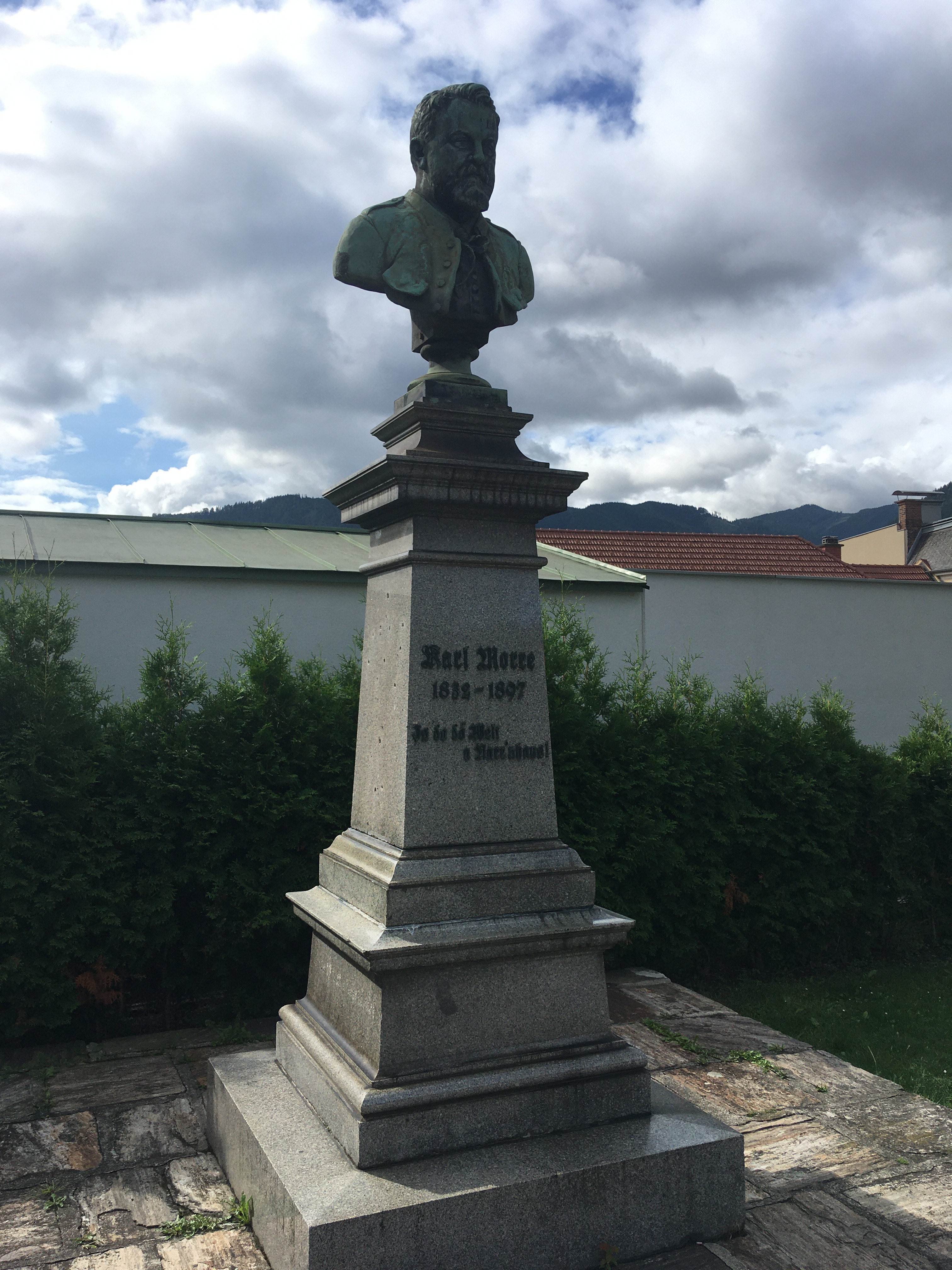
Denkmal in Bruck an der Mur mit der Inschrift: Is do dö Welt a Norr’nhaus!

## Leben
Karl Morré stammt aus der Gottscheer Kaufmannsfamilie Morré. Seine Eltern waren Anton und Aloisia Morré.
Er war Landwirt in Leibnitz. Ab 1848 lebte er in der Steiermark als Verwaltungs- und Finanzbeamter. Im Jahr 1883 ging er in den Ruhestand.
Im Jahr 1886 war er steirischer Landtagsabgeordneter. Von 1891 bis 1893 saß er als Abgeordneter des gemäßigten deutschen Flügels im Wiener Reichsrat.
Karl Morré starb 1897 in seinem Grazer Wohnhaus Annenstraße 52 und wurde auf dem Zentralfriedhof Graz bestattet, an seine Seite folgte seine Ehefrau, Magdalena, die im 74. Lebensjahr am 4. März 1903 in Graz verstarb.

## Werke (Auswahl)
- 1871: Durch die Presse. Posse mit Gesang.
- 1878: Schörl. Den Bühnen gegenüber Manuscript. Schwank mit Gesang in vier Aufzügen.
- 1880: Die Familie Schneck. Den Bühnen gegenüber Manuscript. Volksstück mit Gesang in fünf Aufzügen.
- 1884: Die Frau Räthin. Charakterbild mit Gesang in drei Acten.
- 1885: ’s Nullerl. Volksstück mit Gesang in fünf Aufzügen. Musik von Vincenz Pertl (1823–1887).
- 1886: Der Glückselige. Posse mit Gesang in drei Acten.
- 1888: Ein Regimentsarzt. Volksstück mit Gesang in vier Aufzügen.
- 1889: Gedichte und humoristische Vorträge. Herausgegeben von Leo Harand.
- 1890: Die Arbeiterpartei und der Bauernstand. Ein ernstes Wort in ernster Zeit.
- 1896: Für’s Buckelkrax’ntrag’n. Ländliches Bild in einem Aufzug.

## Ehrungen
- 1900: Benennung der Karl-Morre-Straße (sic!) in Graz-Eggenberg[6]
  - nach dieser Straße die anliegende Mittelschule
- Denkmal mit seiner Bronzebüste und zwei weiteren Figuren – Null A(h)nerl (der arme 70-jähriger Greis, ehemals Knecht) und Gabi (Bauerntochter) aus dem Stück ´s Nullerl – im Volksgarten, Graz-Lend, unweit der Annenstraße[7]